# Withius lawrencei
Withius lawrencei es una especie de arácnido del orden Pseudoscorpionida de la familia Withiidae.

## Distribución geográfica
Se encuentra en Reunión (departamento de Francia)  y  Mauricio.